# Tre Colli
Tre Colli is een plaats (frazione) in de Italiaanse gemeente Calci.

## Bezienswaardigheden
- een heiligdom gewijd aan Santa Maria delle Grazie uit de 12e eeuw